# Adán (película de 1992)
Adam es un cortometraje británico de animación con plastilina stop motion de 6 minutos de 1992 escrito, animado y dirigido por Peter Lord de Aardman Animations. Fue nominado para un premio de la Academia al Mejor Cortometraje de Animación y el premio equivalente en BAFTA en 1992, y ganó dos premios en el Festival Internacional de Cine de Animación de Annecy en 1993. Se basa en el comienzo del Libro de Génesis. Fue distribuida por Aardman Animations.

## Argumento
La película es una "parodia de la creación de la vida". Adán es un hombre que es creado por la Mano de Dios y es puesto en este solitario planeta. Hace actos tontos y hace todo tipo de cosas extrañas. Cuando Dios se da cuenta de que Adán está solo, lo convierte en un amigo. Adán, esperando que sea Eva, se prepara como para una cita solo para descubrir que su nuevo amigo es un pingüino.

## Reparto
- Nick Upton como La Mano de Dios

## Disponiblidad
La película fue lanzada en DVD en 2000 como parte de una colección de Creature Comforts junto con Wat's Pig (nominado para la misma categoría en los Premios de la Academia de 1996) y Not Without My Handbag.

## Preservación
Adán fue preservado por el Academy Film Archive en 2013.

## Premios y nominaciones
| Año  | Nominado/Trabajo              | Premio                                                                                       | Resultado | Ref.  |
| ---- | ----------------------------- | -------------------------------------------------------------------------------------------- | --------- | ----- |
| 1992 | Christopher Moll y Peter Lord | Premios BAFTA al Cortometraje de Animación                                                   | Nominado  | [ 3 ] |
| 1992 | Peter Lord (director)         | Festival Internacional de Cine de Chicago Placa de Plata al Mejor Cortometraje               | Ganador   | [ 7 ] |
| 1993 | Peter Lord                    | Premio del público en el Festival Internacional de Cine de Animación de Annecy               | Ganador   | [ 4 ] |
| 1993 | Peter Lord                    | Distinción Especial por el Humor en el Festival Internacional de Cine de Animación de Annecy | Ganador   | [ 4 ] |
| 1993 | Peter Lord                    | Premio Óscar al Mejor Cortometraje de Animación                                              | Nominado  | [ 8 ] |